# Victor Castro
Victor Hugo Castro Cisterna es un cantante solista de boleros románticos, integrante del Trio Ilusión, nacido el 18 de noviembre de 1940 en la ciudad de Lanco, décima región en la república de Chile

## Infancia - Juventud
Victor Castro nació el 18 de noviembre de 1940 en la ciudad de Lanco, en Chile. Realizó sus estudios primarios y secundarios en la ciudad de Temuco en la región de la Araucania.
Desde muy pequeño sintió gran interés por el canto y la guitarra siendo su madre Carmen Rosa Cisterna quien lo apoya y enseña los primeros acordes de este instrumento ya que ella cantaba y tocaba muy bien, en su adolescencia cantó en su colegio, en reuniones familiares y a los amigos que disfrutaban escucharlo.

## Trayectoria
A los 17 años comienza su actividad artística profesional participando en programas radiales de esa época, radio Frontera de Temuco, después es contratado por radio Malleco de Victoria donde el programa se llamaba “Una hora con Víctor Castro“.
Teniendo gran éxito como solista, el público manifestaba con cartas a las radio solicitando sus canciones, es llamado nuevamente por radio La Frontera de Temuco donde lo acompaña el dúo Ilusión en sus presentaciones, después de un largo tiempo Victor Castro y el dúo Ilusión surge la idea de formar el Trio Ilusión.

#### Trio Ilusión
Ahí nace este trío con el romanticismo de su voz dándole la originalidad cuyos integrantes eran Victor Castro como primera voz, Manuel Arratia como segunda voz y por último Hector Figueroa como tercera voz.
En 1960 graban para el sello discográfico ODEON sus primeros discos, siendo estos un éxito nacional. De ahí en adelante van actuando en diferentes programas radiales y otros escenarios.

#### Tres Luceros
Luego los Tres Luceros le ofrecen a él integrarse a este conjunto para realizar una gira internacional, actuando por mucho tiempo en radio y televisión en Buenos Aires, Argentina. Por asuntos familiares, Víctor Castro tuvo que devolverse a Chile.

#### Los Cuatro Duendes
Vuelta a Chile se le dio la oportunidad de formar parte de otro conjunto con trayectoria internacional, ganadores en dos oportunidades del Festival de Viña del Mar Los Cuatro Duendes, con ellos actúa en radios y televisión por mucho tiempo.
Después de finalizar su periodo en los Tres Luceros, Victor vuelve al Trío Ilusión grabando nuevamente para el sello EMI ODEON discos y casset en el cual en sus últimas grabaciones presenta un trabajo de composición de letra y música por parte de él, temas como "Adiós Mi Colegio, Adios", "El Hombre", "Ven Viajero Hermano", etc.
Se despierta en Víctor Castro, el compositor que dormía en él creando una infinidad de música teniendo en su poder aproximadamente cien temas inéditos, algunos registrados en el Derecho de autor de Chile y otros guardado en el baúl. Pero en el sendero de la composición, conoce a una gran poetisa de la canción Teresa Dillems Burlando, ella escribía algunas letras en el que Víctor Castro debe trabajar en la composición musical, siempre en el marco romántico. Boleros, Baladas, etc. Alcanzando a unos 300 temas inéditos, siendo también registrados en el derecho de autor de Chile.